# Kepler-444
Kepler-444 is een ster in het sterrenbeeld Lier (Lyra). De ster is een oranje dwerg en heeft vijf bevestigde exoplaneten. De ster is kleiner dan de Zon en ligt op een afstand van 119 lichtjaar. 

## Planetenstelsel
Het planetenstelsel van de ster werd ontdekt door de Kepler-ruimtetelescoop van NASA in 2013 en bevestigd in 2015. Toen werden er vijf exoplaneten bevestigd door middel van transitiefotometrie. Alle planeten zijn kleiner dan Venus en draaien in 10 dagen rond de ster. Het gaat om allemaal aardse planeten.
| Planeet | Massa    | Halve lange as (AE) | Omlooptijd (dagen) | Excentriciteit | Straal   |
| ------- | -------- | ------------------- | ------------------ | -------------- | -------- |
| b       | —        | 0,04178             | 3,60               | 0,16           | 0,4 R⊕   |
| c       | —        | 0,04881             | 4,55               | 0,31           | 0,497 R⊕ |
| d       | 0,036 M⊕ | 0,06                | 6,19               | 0,18           | 0,53 R⊕  |
| e       | 0,034 M⊕ | 0,0696              | 7,74               | 0,1            | 0,546 R⊕ |
| f       | —        | 0,0811              | 9,74               | 0,29           | 0,741 R⊕ |